# Novilíngua
Novilíngua, novafala ou novidioma é um idioma fictício criado pelo governo hiperautoritário na obra literária 1984, de George Orwell. A novilíngua era desenvolvida não pela criação de novas palavras, mas pela "condensação" e "remoção" delas ou de alguns de seus sentidos, com o objetivo de restringir o escopo do pensamento. Uma vez que as pessoas não pudessem se referir a algo, isso passa a não existir. Assim, por meio do controle sobre a linguagem, o governo seria capaz de controlar o pensamento das pessoas, impedindo que ideias indesejáveis viessem a surgir. 
Não se deve confundir novilíngua com simples tabu a respeito de palavras. A ideia aqui consiste em restringir as possibilidades de raciocínio, não o simples proibir a menção a coisas, fatos ou pessoas indesejáveis.

## Termos em novilíngua
Uma das características da novafala é o fato de ela ser a primeira língua a reduzir seus termos. Ao contrário das outras línguas, onde cada vez mais são anexadas novas gírias e conceitos, a novilíngua retira termos, como antônimos e sinônimos. Entre os exemplos citados no livro, se algo é bom, não é necessário existir a palavra mau, simplesmente seria nãobom, sendo o prefixo não- (em outras impressões do livro no Brasil, há também o uso do prefixo des- ou im-) característica antonímia da palavra. Também não é necessário existir ótimo ou melhor que bom, seria simplesmente maisbom. Se fosse melhor ainda, seria duplomaisbom. Outra característica básica da novilíngua é o fato de não representar pensamentos errados ou como chamadas crimideias, afinal, se não era possível definir algo, seria como se esse algo não existisse.
- Bempensante - Pessoa naturalmente ortodoxa.
- Crimideia - Crime ideológico, pensamentos ilegais.
- Ditógrafo - Equipamento que transcrevia o que era falado para o papel, sem a necessidade de caneta.
- Duplipensar - Duplo pensamento, duplicidade de pensamentos, saber que está errado e se convencer que está certo. "Inconsciência é ortodoxia".
- Duplomaisbom - Superlativo de bom. Em velhafala seria um sinônimo para Maravilhoso, fabuloso e excelente.
- Duplomaisnãobom - Superlativo de ruim. Em velhafala seria um sinônimo para horrível e terrível.
- GI - Grande Irmão.
- Impessoa, Despessoa - Uma pessoa que não existe mais, e todas as referências a ela devem ser apagadas dos registros históricos.
- Minamor - Ministério do amor, responsável pela supervisão das leis e da organização do partido.
- Minipaz - Ministério da paz, responsável pelas questões de cunho militar do partido.
- Minipuja - Ministério da pujança, responsável pela administração monetária do partido
- Miniver - Ministério da verdade, responsável pela organização das notícias, entretenimento, educação e belas-artes.
- Mostrarsup - Enviar um arquivo para a autoridade superior.
- Nãobom - Oposto de bom, sinônimo para ruim.
- Negrobranco - Como muitas outras palavras em Novilíngua, esta tem dois sentidos mutuamente contraditórios. Quando é aplicada a um adversário, é o hábito de se afirmar que o negro é branco, apesar dos fatos evidentes. Quando aplicada a um membro do Partido, simboliza a lealdade de afirmar que preto é branco, se isso for exigido pelo Partido. Também significa acreditar que o preto é branco, ou até mais, saber que o preto é branco, e acreditar que jamais foi o contrário.
- Socing - Socialismo Inglês
- Ordemdia - Ordem do dia.
- Rostocrime - Infringir a lei com uma expressão inadequada no rosto.
- Teletela - Uma televisão que permite que o ministério da verdade observe o que a pessoa faz e fala.
- Velhafala - Português padrão.